# アスリート・ドキュメント WILL〜それでも僕は走り続ける〜
『アスリート・ドキュメント WILL〜それでも僕は走り続ける〜』（アスリート・ドキュメント ウィル〜それでもぼくははしりつづける〜）は、2014年1月8日からテレビ東京で水曜23:58 - 24:45（『ソコアゲ★ナイト』水曜枠）に放送されているドキュメンタリー番組。

## 内容
困難に直面したアスリートがどのように困難を克服しその後どのような思いで今を生き続けているのかを語る。

## 出演者
- インタビュアー:大橋未歩

## 放送リスト
| 回 | 放送日        | アスリート                                                |
| -- | ------------- | --------------------------------------------------------- |
| 1  | 2014年1月8日  | 船木和喜（スキージャンパー）                              |
| 2  | 2014年1月15日 | 上原浩治（メジャーリーガー・投手）                        |
| 3  | 2014年1月22日 | 小野卓志（柔道家）                                        |
| 4  | 2014年1月29日 | 成田童夢（クラブDJ、スノーボードハーフパイプ 元日本代表） |
| 5  | 2014年2月5日  | 河野博文（主業農家、読売ジャイアンツ元投手）              |
| 6  | 2014年2月12日 | 船江恒平（将棋棋士）                                      |
| 7  | 2014年2月19日 | 山本良介（トライアスロン選手）                            |
| 8  | 2014年2月26日 | 大畑大介（ラグビー元日本代表）                            |
| 9  | 2014年3月5日  | 諸見里しのぶ（女子プロゴルファー）                        |
| 10 | 2014年3月12日 | 永田喜彰（クイズプレイヤー）                              |
| 11 | 2014年3月19日 | 平野早矢香（卓球選手）                                    |
| 12 | 2014年3月26日 | 青木拓磨（車いすのレーサー）                              |

## スタッフ
- ナレーター:桑原礼佳
- 総合構成:塩沢航
- 構成:太田光洋、木村タカヒロ、牧田英士
- 美術:小美野淳一
- ENG:佐藤孝夫、石塚和孝
- 音声:小関邦彦、
- 照明:日下圓、葛原昌弘
- 編集:篠崎孝徳
- MA:豊田紗佑里
- 音効:樋口謙(メディアハウス)
- CG:小室泰樹(CORALRED)
- 協力:麻布プラザ、東通、アックス、夢玄、メディアハウス、株式会社テレビ北海道、北海道放送株式会社、スポーツアカデミーソシア他
- 衣装:興津靖江
- デスク:乾裕子
- AP:清水宏幸（以前は演出）
- 演出:城後亮介
- 総合演出:乾雅人
- プロデューサー:遠藤正紀
- チーフプロデューサー:高瀬義和
- 制作協力:FOLCOM.、WO WOODS OFFICE
- 制作:TV TOKYO7

## ネット局と放送時間
| 放送対象地域   | 放送局                | 系列           | 放送日時           | 放送期間              | 備考       |
| -------------- | --------------------- | -------------- | ------------------ | --------------------- | ---------- |
| 関東広域圏     | テレビ東京（TX）      | テレビ東京系列 | 水曜 23:58 - 24:45 | 2014年1月8日- 3月26日 | 制作局     |
| 北海道         | テレビ北海道（TVh）   | テレビ東京系列 | 水曜 23:58 - 24:45 | 2014年1月8日- 3月26日 | 同時ネット |
| 愛知県         | テレビ愛知（TVA）     | テレビ東京系列 | 水曜 23:58 - 24:45 | 2014年1月8日- 3月26日 | 同時ネット |
| 岡山県・香川県 | テレビせとうち（TSC） | テレビ東京系列 | 水曜 23:58 - 24:45 | 2014年1月8日- 3月26日 | 同時ネット |
| 福岡県         | TVQ九州放送（TVQ）    | テレビ東京系列 | 水曜 23:58 - 24:45 | 2014年1月8日- 3月26日 | 同時ネット |

| テレビ東京 水曜23:58 - 24:45枠（『ソコアゲ★ナイト』水曜） | テレビ東京 水曜23:58 - 24:45枠（『ソコアゲ★ナイト』水曜）                         | テレビ東京 水曜23:58 - 24:45枠（『ソコアゲ★ナイト』水曜） |
| 前番組                                                    | 番組名                                                                            | 次番組                                                    |
| --------------------------------------------------------- | --------------------------------------------------------------------------------- | --------------------------------------------------------- |
| ドラマ24 第30弾特別企画 まほろ駅前番外地 （再放送）       | アスリート・ドキュメント WILL 〜それでも僕は走り続ける〜 （2014.1.8 - 2014.3.26） | 俺のダンディズム （2014.4.16 - 2014.7.2）                 |